# كليمنت الخامس
البابا كليمنت الخامس (بالفرنسية: Clément V) (ولد عام 1264 م - 20 أبريل 1314 م) وكان بابا منذ 1305 حتى وفاته في 1314. فهو معروف في التاريخ بسبب قمعه لـ فرسان الهيكل والسماح بإعدام العديد من أعضائها، وبما أن البابا الذي نقل محكمة الملك من روما إلى أفينيون، معلنا في الفترة المعروفة باسم بابوية أفينيون .

## سيرته الذاتية
اسمه ريمون برتران دي غوت ولد في فيلاندرو Villandraut، آكيتن، برتراند كان الحامي والكنسي لـكاتدرائية سانت أندريه في بوردو، ثم النائب العام لأخيه، رئيس أساقفة ليون، ألبانو الأسقف كاردينال التي أنشئت في عام 1294، وقُدِّم بعد ذلك انه أسقف سانت برتران دو كومينغز، والكنيسة الكاتدرائية التي كان مسؤولا إلى حد كبير لتوسيعها وتجميلها، وقسيس إلى بابا بونيفاس الثامن، الذي قدم له رئيس أساقفة بوردو في 1297 .

## انتخابه
المادة الرئيسية : مجمع الكرادلة، 1304-1305

بعد وفاة البابا بندكت الحادي عشر في 1304، كان هناك خلو لمدة عام سببه الخلافات بين الكرادلة الفرنسيين والإيطاليين، الذين كانوا على قدم المساواة تقريبا في الاجتماع السري الذي كان له أن يُعقد في بيروجيا. انتخب برتراند (كليمنت الخامس) بابا في يونيو 1305 وكرس في 14 نوفمبر/تشرين الثاني. لم يكن برتراند مع الكرادلة الإيطاليين، ونظر إلى انتخابه كلفتة نحو الحياد. المؤرخ المعاصر جيوفاني فيلاني نقل الأحاديث المتداولة عن انه كان من المهم للملك فيليب الرابع ملك فرنسا التوصل إلى اتفاق رسمي قبل ترقيته، التي قدمت في سانت جان دي آنجيلي في ساينتون. وفيما إذا كان هذا صحيحا أم لا، فإنه من المحتمل أن بابا المستقبل كان حسب الشروط المنصوص عليها بالنسبة له من قبل الاجتماع السري للكرادلة. في بوردو تم إخطار برتران رسميا لانتخابه، ودعي للحضور إلى إيطاليا، لكنه اختار ليون لتتويجه في 14 تشرين الثاني 1305، حيث أقام احتفالاً رائعاً حضره الملك فيليب الرابع. ومن بين أعماله الأولى كانت إنشاء تسعة كرادلة فرنسيين .

## كليمانت الخامسوفرسان الهيكل
أوائل عام 1306، شرح كليمنت الخامس مستفيضا تلك الميزات للبول كليريكس لايكوس البابوية التي قد تبدو مطبقة على ملك فرنسا، البول بونيفاس الثامن الذي أكد سيادة البابوية على حكام العلمانية وهدد خطط فيليب الرابع السياسية.
بدا أن كليمنت الخامس استخدم الملكية الفرنسية طوال فترة باباويته كاداة لا أكثر، كان هذا تغييرا جذريا في السياسة البابوية.
في يوم الجمعة، أكتوبر 13، 1307، ألقي القبض على المئات من فرسان الهيكل في فرنسا، وراء هذا العمل على ما يبدو دوافع مادية والتي تقوم بها البيروقراطية الحاكمة بفعالية لزيادة هيبة التاج. فيليب الرابع كان القوة الدافعة وراء هذا التحرك القاسي، ولكن أيضا لطخت السمعة التاريخية لكليمنت الخامس إلى الأبد .
في نفس اليوم لتتويج كليمنت الخامس، اتهم زوراً الملك فيليب الرابع فرسان المعبد بالهرطقة، والفجور والتجاوزات، وبدأ يساور البابا شعور متزايد بأن الدولة الفرنسية المزدهرة قد لا تنتظر الكنيسة، وستمضي بشكل مستقل .
وفي الوقت نفسه، ضغط محامو فيليب الرابع لإعادة فتح تهم غيوم دي نوغار بالهرطقة ضد بونيفاس الثامن لاحقاً التي عممت في الحرب كتيب حول sanctam UNAM 
كان على كليمنت الخامس الانصياع للضغوط بخصوص هذه المحاكمة الاستثنائية التي بدأت في 2 فبراير 1309 في أفينيون، والتي استمرت لمدة عامين. في الوثيقة التي دعت إلى الشهود، وأعرب كليمنت الخامس أن له قناعة شخصية من براءة بونيفاس الثامن وقراره تلبية الملك. وأخيرا، في فبراير 1311، كتب فيليب الرابع لكليمنت الخامس التخلي عن العملية في المستقبل إلى مجلس فيين .

من جانبه كليمنت الخامس، برّأ جميع المشاركين في عملية خطف بونيفاس في اناغني.

وعملا بقرار ورغبات الملك، استدعى كليمنت الخامس مجلس فيين في 1311 ، الذي رفض إدانة فرسان الهيكل بالهرطقة. وألغى البابا النظام على أي حال، وفرسان الهيكل يبدو أنهم حصلوا على السمعة سيئة ولم يعد مجديا على النحو العمل كمصرفيين للبابوية وكحماة للحجيج في الشرق. منحت عقاراتهم الفرنسية إلى فرسان الأسبتارية، ولكن فيليب الرابع الذي عقد لهم حتى وفاته وصودر بنك تمبلر بشكل نهائي .

تهم باطلة من الهرطقة واللواط المخصصة، والشعور بالذنب أو البراءة من فرسان الهيكل هو واحد من المشاكل التاريخية الأكثر صعوبة، وذلك جزئيا بسبب جو من الهستيريا التي تراكمت في الأجيال السابقة، ويرجع ذلك جزئيا إلى أصحاب نظرية المؤامرة والمؤرخون المزورون الذين اعتقدوا بهذا الموضوع.

## روابط خارجية
- كليمنت الخامس على موقع الموسوعة البريطانية (الإنجليزية)
- كليمنت الخامس على موقع إن إن دي بي (الإنجليزية)